# Rue Girardon
La rue Girardon est une voie située dans le quartier des Grandes-Carrières du 18e arrondissement de Paris.

## Situation et accès
Elle débute rue Lepic, longe la place Marcel-Aymé et se termine place Dalida.
La rue Girardon est desservie par la ligne 12 à la station Lamarck - Caulaincourt.

## Origine du nom

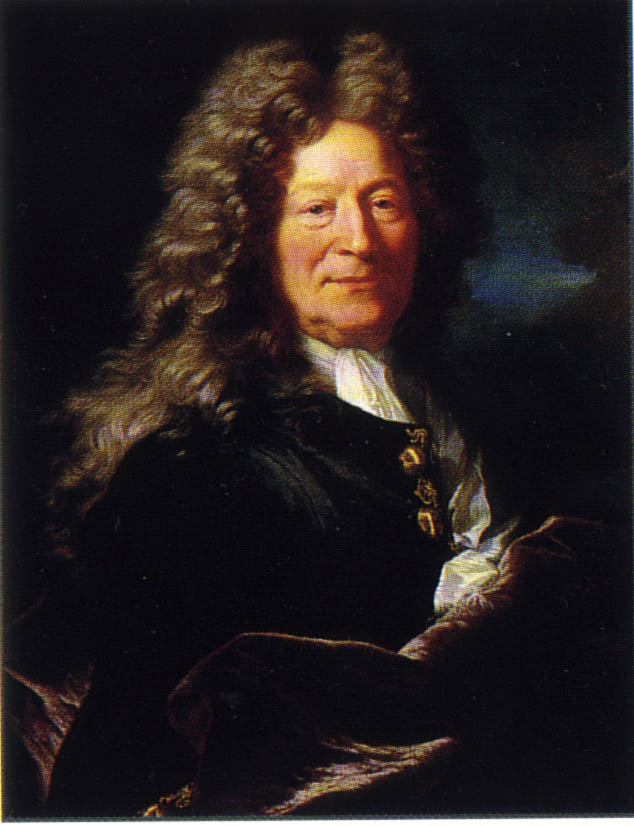
François Girardon.

Elle rend hommage au sculpteur François Girardon (1628-1715).

## Historique
Portant originellement le nom de « rue des Brouillards », cette rue de la butte Montmartre apparaît sous la forme d'un sentier sur le plan d'Albert Jouvin de Rochefort de 1672. En 1825, la partie de la rue comprise entre la rue Lepic et la rue de l'Abreuvoir porte le nom de « rue de la Croix-du-But ».
Voie de l'ancienne commune de Montmartre jusqu'en 1860, elle est intégrée dans la voirie parisienne en 1863 et prend son nom actuel en 1867. En 1900, une partie de la rue est annexée à la place Constantin-Pecqueur.
En avril 2025, la partie de la voie située entre la place Constantin-Pecqueur et la place Dalida est annexée à la rue Françoise-Gilot nouvellement créée.

## Bâtiments remarquables et lieux de mémoire

### Éléments actuels
- Au début de la rue, à l'angle de la rue Lepic, on peut apercevoir le moulin de la Galette.
- No 4, à l'angle avec le 21 rue Norvins : domicile de l'écrivain Louis-Ferdinand Céline et de sa femme Lucette de 1941 à juin 1944[4],[5], au cinquième étage[6]. Sous l'Occupation, il reçoit des personnalités vichystes et nazies. Au quatrième étage réside le résistant Robert Chamfleury, qui accueille chez lui la première réunion du Comité parisien de la Libération en 1943 (côté rue Norvins, une plaque commémorative est installée)[7].
- No 7 bis : entrée du square Suzanne-Buisson.
- No 13 : 
  - le château des Brouillards.
  - Jean Renoir (1894-1979) y est né[8]
- No 15 : emplacement, au XVIIIe siècle, de la laiterie du domaine du château des Brouillards. Kirschbaum, fabricant de lampes, transforme les lieux en bal sous le nom de La Feuillée de Montmartre, établissements fréquentés par la bourgeoisie et quelques célébrités comme Victor Hugo, Léon Gambetta, Joris-Karl Huysmans. Puis l'endroit devint le Petit Moulin Rouge, qui déclinant fut vendu en 1886[9].
- No 16 : villa Radet, site montmartrois de la Cité internationale des arts[10],[11] situé à l'emplacement de l'ancien abreuvoir du village de Montmartre qui existait encore en 1854.

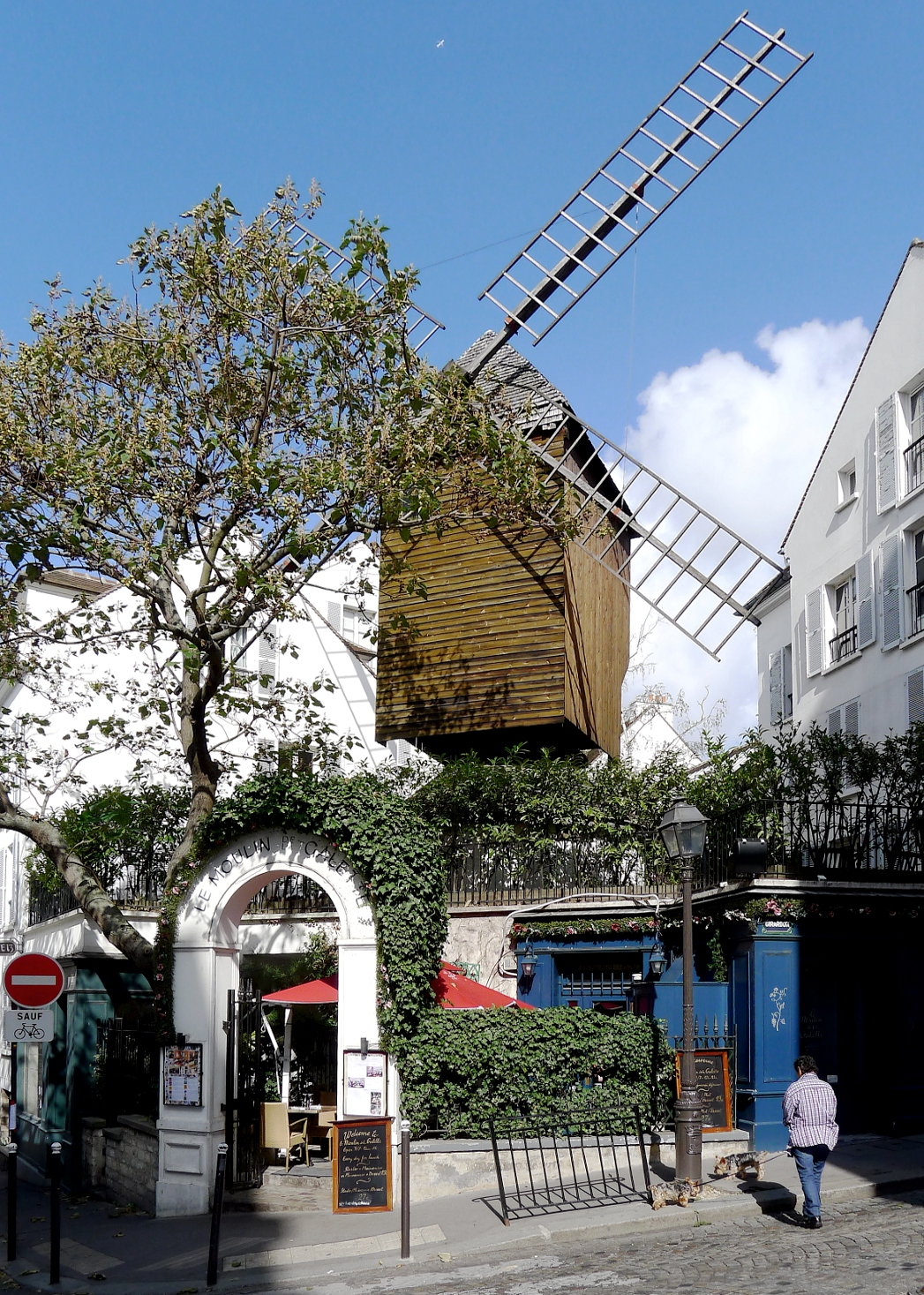
Le moulin de la Galette, à l'angle de la rue Lepic.
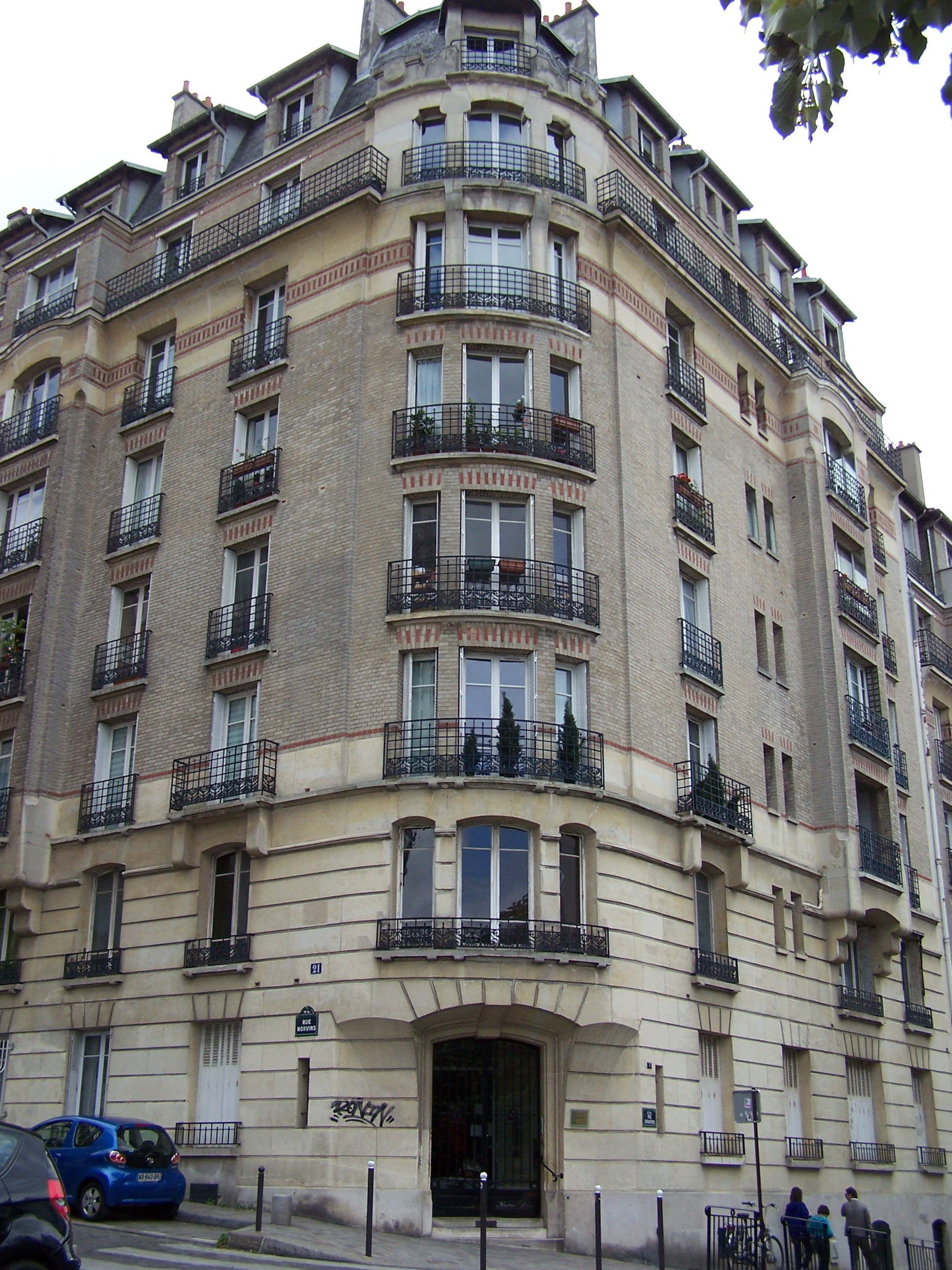
Le no 4 où vécut Céline au 5e étage.
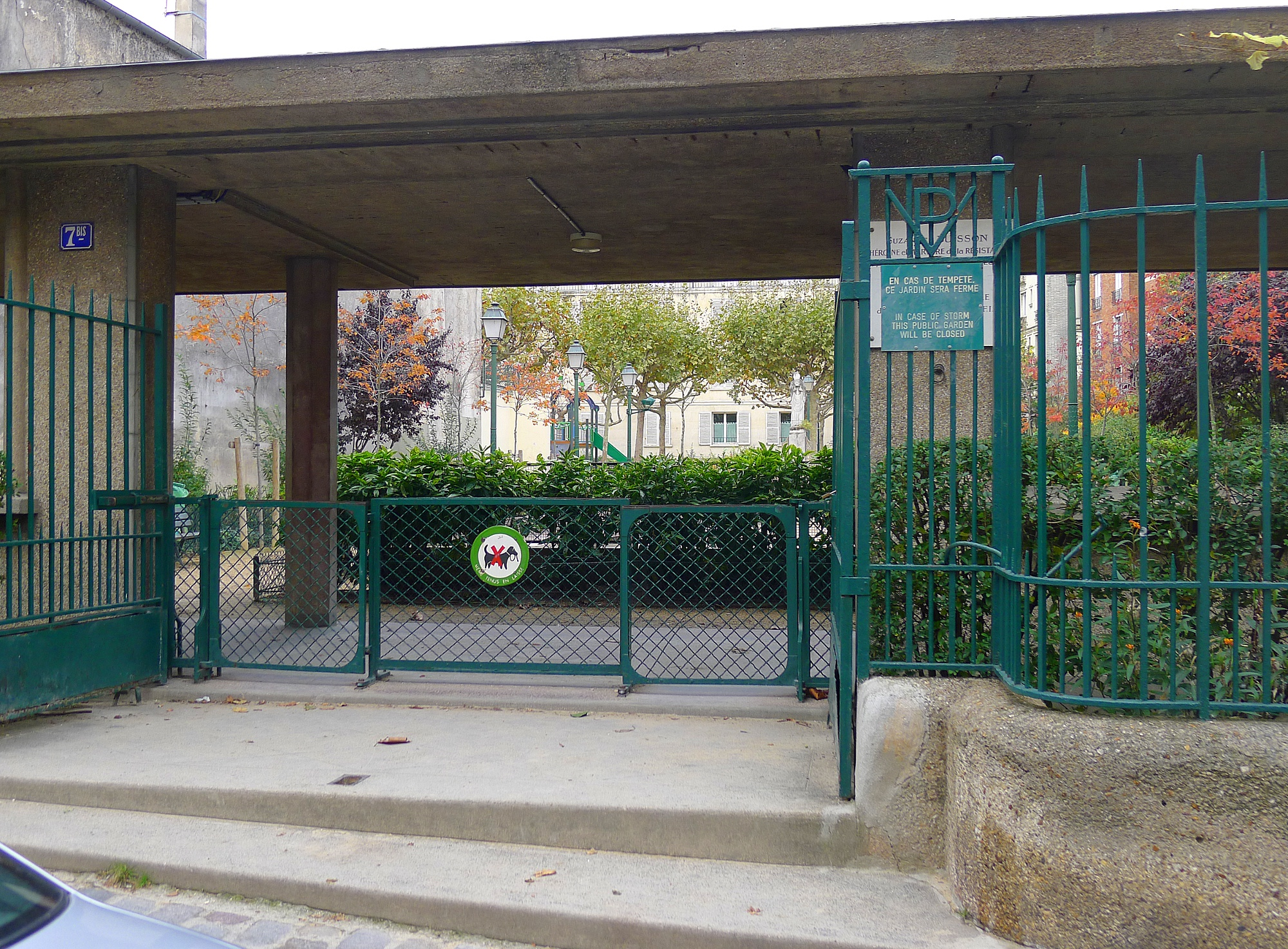
No 7 bis : entrée du square Suzanne-Buisson.
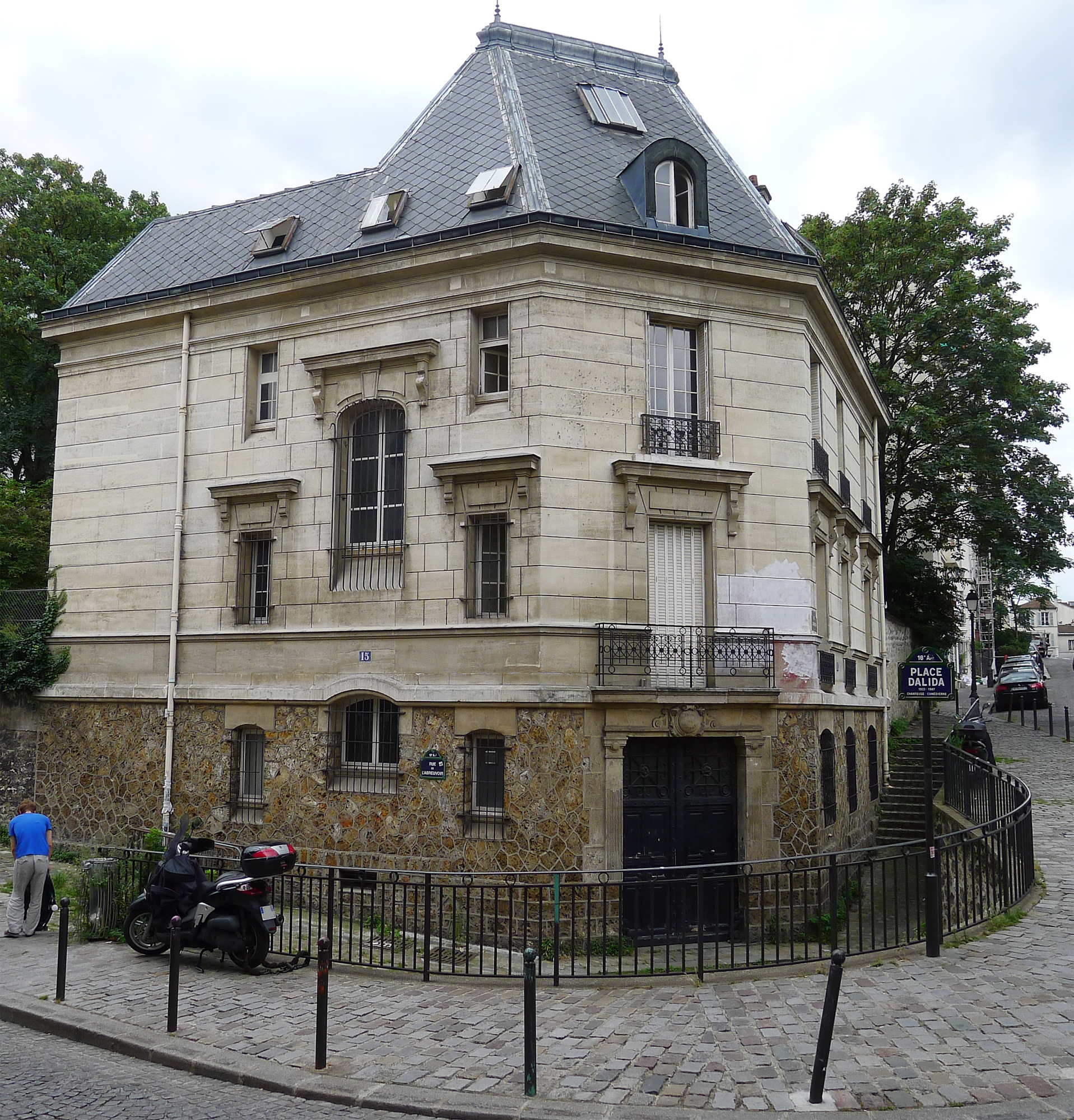
No 16 : site montmartrois de la Cité internationale des arts où se situait jadis un abreuvoir.
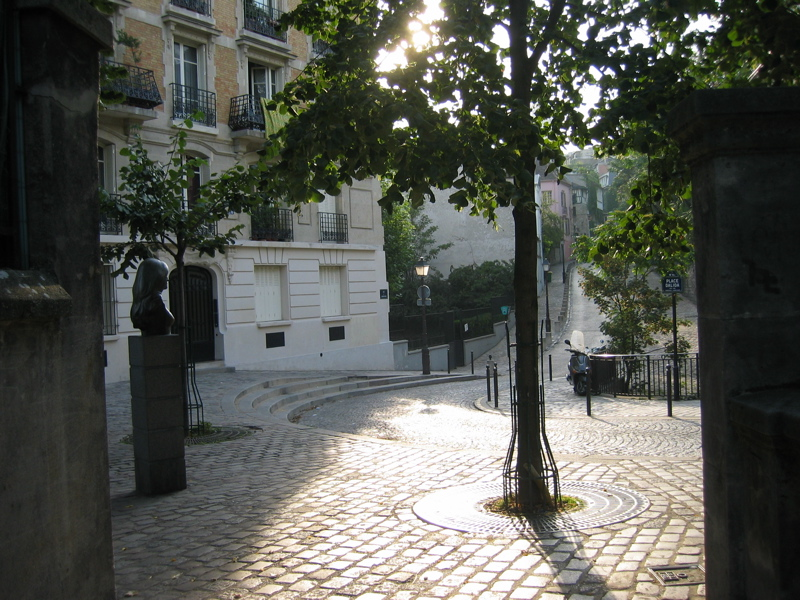
La place Dalida.

### Éléments disparus
- Impasse des deux frères : cette voie se trouvait à l'emplacement du théâtre Lepic. Elle est principalement connue par un tableau de Van Gogh.

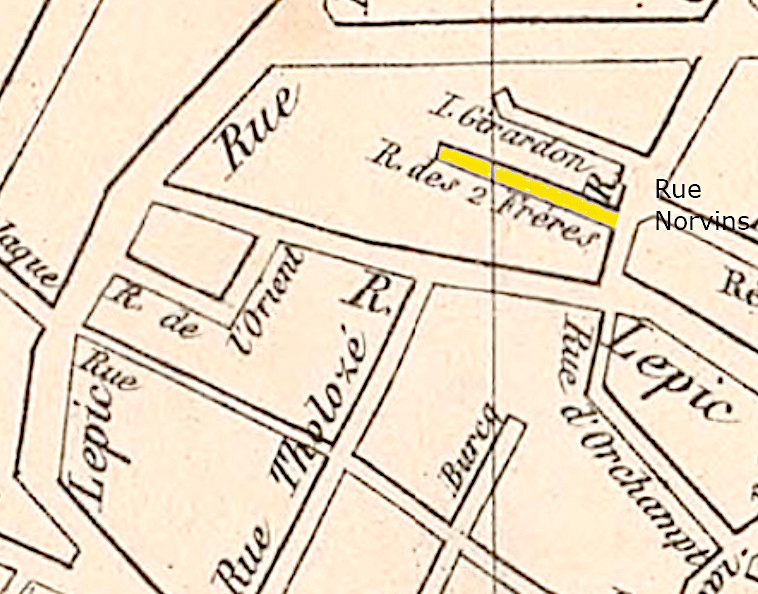
R. des deux Frères sur le plan d'Eugène Andriveau-Goujon de 1878.
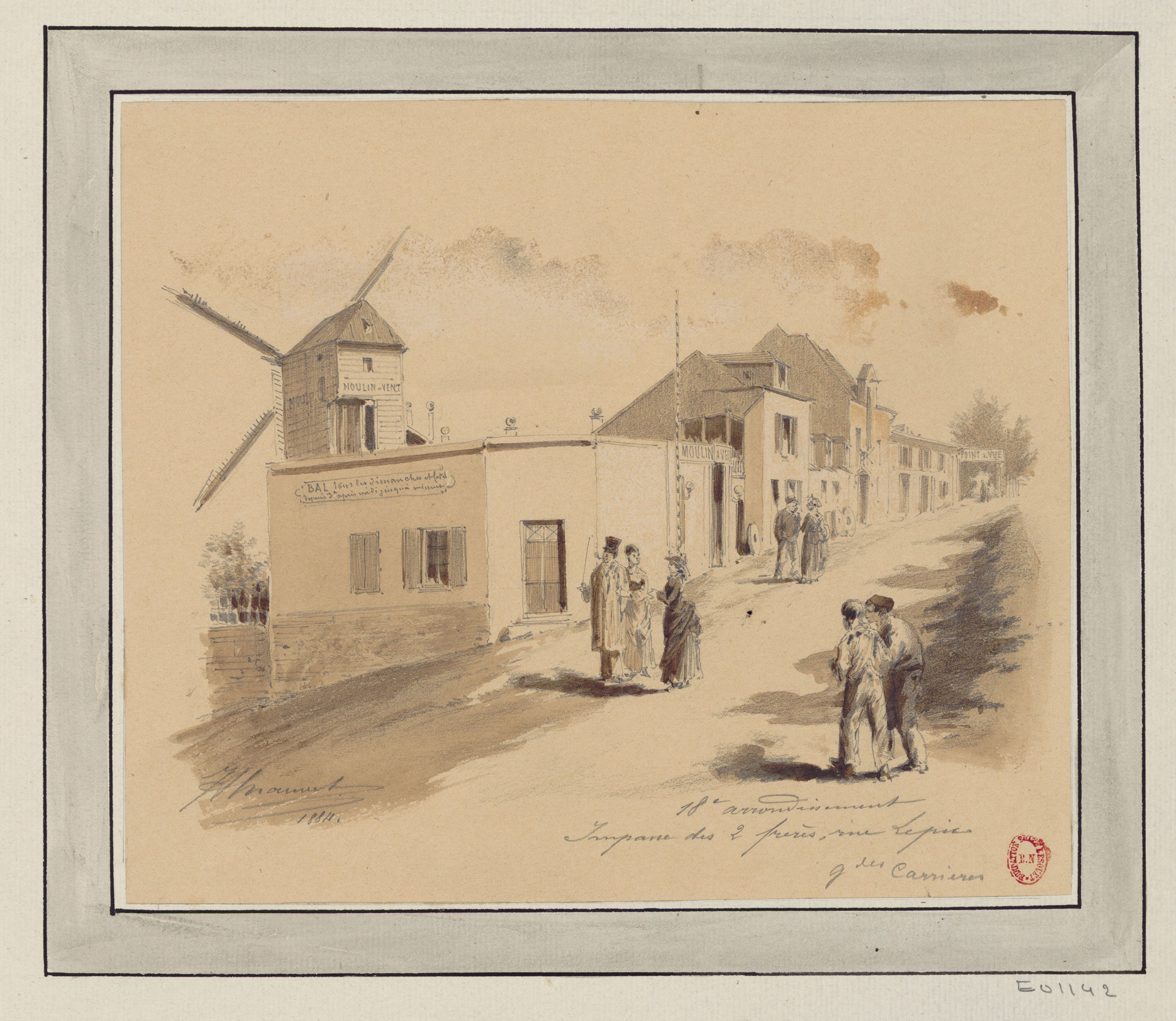
Impasse des deux frères rue Lepic par Jules-Adolphe Chauvet (1884).

## La rue dans les arts
- Un tableau de Ludovic-Rodo Pissarro, fils de Camille Pissarro, intitulé La Rue Girardon (1907), est conservé au Portland Art Museum[12], dans l'Oregon, aux États-Unis.